# Cicadatra atra
Cigale noire